# Jonathan Lessor
Jonathan Mavua Lessor (Warri, 26 novembre 1960) è un artista nigeriano.

## Biografia
Ha studiato presso l'Auchi Polytechnic, Auchi. Nel 1986, ottiene l'Higher National Diploma (HND), Upper Credit in Painting. Tra il 1987 e il 1993, Lessor si è impegnato come artista freelance utilizzando prevalentemente metalli. Nel 1993 ha aperto il suo studio concentrandosi sulla tecnica pittorica. Per quattordici anni, 1993 - 2007, ha esposto in mostre permanenti ed è entrato a far parte degli artisti della galleria Signature Art Gallery a Lagos, Abuja e Londra.
Nel 1998, Lessor ha realizzato la sua prima mostra personale Consciousness of Form, Lagos. Ben accolto, è stato incoraggiato a tornare nel 2001 con Colour Amidst Squalour, una mostra curata da Obias Odogwu. Infine, tra il 2005 e il 2010, ha realizzato le mostre Tones of Light, Art on the Rooftop, The Stages of Time e Bonds Across.

## Mostre
- The Muson Festival Show - Muson Centre, 1991
- Anderson Consulting Exhibition - Chartered Bank House, Lagos, 2001
- D.N.A. 2001 - Abuja, December 2001
- The Train - National Museum, Lagos, November 2002
- Colour Masters - National Museum, Lagos, March 2005
- A.F. Spinnler Exhibition - Lucerne, Switzerland, 2006
- Hellinic Images - The Embassy of Greece in Nigeria - Lagos/Abuja, March 2007
- Contemporary Art in Nigeria and Ghana, Presentation and Exhibition - Embassy of Switzerland in Nigeria, January 2008
- Art House Auction Shows - Civic Centre, Lagos, April 2008, November 2008, March 2010
- Listed: Contemporary Artists in Nigeria and Ghana
- Bonds Across - Terra Kulture, Lagos, October 2010
- Glimpses - Fort Worth, Texas, July 2011